# Назаров, Павел Степанович
Па́вел Степа́нович Наза́ров (19 февраля 1863 [3 марта], станица Орская, Оренбургская губерния, Российская империя — май 1941, г. Йоханнесбург, Южно-Африканский Союз) — выдающийся российский геолог,  горный инженер, предприниматель, пионер горнозаводского дела в Туркестане; естествоиспытатель, исследователь и писатель; участник Гражданской войны на стороне Белого движения, один из лидеров ТВО, ставившей целью свержение большевистского правления в Средней Азии.

## Биография
Павел Степанович Назаров  родился 19 февраля (ст. стиль) 1863 г. в станице Орской Оренбургской губернии в купеческой семье старообрядцев. В метрической книге Спасо-Преображенского собора появилась запись о его крещении 23 февраля: «родители купеческий сын Степан Иванович Назаров и законная жена его Любовь Яковлевна, восприемники - купеческий сын Иван Иванович Назаров и купеческая дочь Лариса Ивановна Назарова» (брат и сестра отца).
Детство прошло в доме деда, купца 1-й гильдии Ивана Петровича Назарова и бабушки Пераскевы Игнатьевны, где по традиции старообрядцев жили большой семьей все три поколения Назаровых: дед, бабушка, их дочери и сыновья Степан Иванович (отец), Иван Иванович, Василий Иванович с женами и детьми.
Купцы Назаровы были уважаемыми людьми, занимались благотворительностью, избирались гласными в городскую думу, дед и отец Павла Степановича избирались градоначальниками: дед в Орске в 1872 г. отец в Оренбурге в 1887 г. Отец был удостоен звания коммерции-советника, причислен к потомственному почётному гражданству вместе с женой и детьми. У старообрядцев особое мировоззрение: труд не должен быть средством для накопления благ, но должен служить на пользу ближнему; трудолюбие считалось высшим выражением духовности. Значительные суммы купцы Назаровы жертвовали на содержание гимназий, церквей, библиотек, в общество попечения о раненных и больных воинах и на многое другое. Прадед Петр Назаров был оренбургским купцом, а дед Иван Петрович лишь в конце 60-х годов XIX в.  из оренбургского купечества перешёл в орское.
Начальное образование Павел Степанович получил в Оренбургской Гражданской гимназии.  В 1881 г. поступил в Императорский Московский университет на естественное отделение физико-математического факультета.
По ходатайству преподавателей университета Мензбира М.А. (основатель русской орнитологии) и Павлова А.П. (основатель московской геологической школы) был направлен в 1885-86 гг. от Императорского Московского Общества Испытателей Природы в экспедиции на Северо-Западный Кавказ, в Оренбургскую губернию и Тургайскую область. В этот период увлекся таксидермией. Под руководством проф. Мензбира М.А. подготовил научную работу «Зоологические исследования Киргизских степей», которая была опубликована на французском языке (Recherches Zoologiques des Steppes des Kirguiz), в «Бюллетене Императорского Московского Общества Испытателей Природы» и получила широкую известность, особенно в среде орнитологов (проф. Сушкин П.П., Плеске Ф.Э., Алфераки С.Н., Дрессер Г.И. и др.).
В 1886 г. успешно окончил университет со степенью Кандидата естественных наук.  После чего продолжил высшее образование в Санкт-Петербургском Горном институте и уже в 1887 г., как доверенное лицо С.И. Назарова (своего отца),  начал вести работы по добыче нефти в районе р. Джуса (Тургайская обл.). Буровые работы проводились ударным способом со свободнопадающим инструментом Фабиана. Образцы нефти исследовал Д.И. Менделеев, определив её высокое качество.  В 1890 г. самая глубокая скважина достигла отметки 210 м., а через пять лет на участке было 22 нефтяные скважины глубиной от 10 до 300 м. Павел Степанович успешно окончил Горный институт с квалификацией горного инженера.
В этот период Павел Степанович стал членом многих научных обществ: Императорского Московского Общества Испытателей Природы, Императорского Минералогического Общества, Императорского Русского Географического Общества, связь с которыми поддерживал на протяжении многих лет, отправляя туда свои находки и коллекции, собранные на Южном Урале, Кавказе, Памире, Алае, в Тургайской области и в Туркестанском крае. В 1890 г. передал в дар Императорскому Минералогическому Обществу несколько фрагментов метеорита (Биш-Тюбе) из Тургайской области.
В 1892 г. в качестве геолога присоединился к военной экспедиции полковника М.Е. Ионова на Памир. Собранные там геологические, зоологические и ботанические (226 видов растений) коллекции отправил в дар музеям Императорского Московского университета. Эти коллекции долгие годы служат научным материалом для многих поколений ученых России (Винклер К.Б., Федченко Б.А., Федченко О.А., Липский В.И., Елпатьевский В.С. и др.). Среди герпетологических сборов Павла Степановича ряд экземпляров стали типовыми для описания нового таксона сцинковой ящерицы (Дунаев Е.А.).
Экспедиция на Памир сыграла важную роль в биографии Павла Степановича. Он переезжает в Ташкент (в 1892 г.) и начинает исследовать просторы Туркестанского края, опровергая установившееся мнение Геологического Комитета (проф. Мушкетова И.В. и проф. Романовского Г.Д.) о бедных запасах недр Туркестана. И в этом была его большая заслуга в науке, в своих статьях он писал: «Туркестанский край, особенно Ферганская область, на редкость богат разнообразными полезными ископаемыми, не уступая … сокровищнице России — Уралу». Им были открыты: Наукатское и Чарух-Дайронское месторождения меди, угольные копи в районе Таш-Кумыра и в урочище Джида-Булак; месторождения золота, серебра, цинка, свинца, нефти, ртути, олова, радия, вольфрама и ванадиевых руд, железной руды, мрамора, асбеста и литографского камня.  Павел Степанович обнаружил знаменитый серебряный рудник Кух-и-Сим (обеспечивающий в средневековье серебром всю Среднюю Азию, Персию и Россию), а также останки легендарной столицы княжества Илак – город Тункент, на монетном дворе которого чеканились монеты из серебра Кух-и-Сима.
В 1899 г.  П.С. Назаров начал свою горнозаводскую деятельность, когда сумел привлечь бельгийский капитал (1,5 млн франков) и зарегистрировать в г. Антверпене акционерное Туркестанское Промышленное Общество («Назаров и К°»). В сентябре 1902 г. им был открыл первый в Туркестанском крае медеплавильный завод, оснащенный машинами из Бельгии, Германии и Англии. Открытие завода было весьма важным событием, по этому случаю 6 сентября Генерал-губернатор Туркестана Н.А. Иванов получил поздравительную телеграмму от министра финансов С.Ю. Витте .
Павел Степанович обратил внимание на богатое оруденение в Карамазаре (Алтын-Топкан, Турангулсай, Моголтау). Поиск рудных месторождений проводило организованное им Сыр-Дарьинское горнопромышленное общество и в 1908-1916 гг. на месторождении Туранглы оно вело добычу медной руды. Вообще же в Туркестане добычей меди в период 1912-1915 гг. занималось лишь 2 горнопромышленника: П. С. Назаров и Л. Ф. Бацевич.
Назаров вел переписку со многими учеными, В.Н. Вебер благодарил его за присланные заметки об открытых им месторождениях, которые вошли в книгу-справочник Вебера «Полезные ископаемые Туркестана» (1913). Во время Первой мировой войны избирался в Средне-Азиатский Областной Военно-промышленный комитет, вёл работы по разработке селитры и серы. В 1915 г. в связи с недостатком денег на производство глубокого бурения передал Товариществу Нобель участки, отведённые для разведки нефти на р. Джусе.
П.С. Назаров имел широкий круг интересов: собрал уникальную коллекцию минералов и руд, был действительным членом Туркестанского отделения Русского Географического общества, где встречался с орнитологом-любителем Н.А. Зарудным, был членом Туркестанского кружка любителей археологии и общался с собирателем древностей И.А. Кастанье. В коллекции Павла Степановича были редкие изделия энеолита и бронзового века, среди которых: кинжал, нож и топор, найденные среди древних копей. Он с увлечением занимался интродукцией и акклиматизацией растений, распространил в Туркестане устойчивый к моли японский сорт сливы Primus simony, был членом Общества Сельского Хозяйства Туркестана. В 1894 г. на сельскохозяйственной выставке в Ташкенте награждён малой серебряной медалью «за разведение земляных фисташек и распространение в крае посевных семян итальянского риса» В этом же году был избран в Комитет по устройству Туркестанского Отдела на Всероссийской Промышленной и Художественной выставке 1896 г. в Нижнем Новгороде, участвовал в работе трёх отделов: 1-го (сельское хозяйство), 12-го (машины, аппараты и машиностроение), 13-го (торговля с соседними странами). Сам же, как экспонент, представил на эту выставку масло земляного ореха, которое имело успех.
Революция 1917 г. изменила всё: предприятия, шахты, рудники и многое др. было национализировано. П.С. Назаров большевистской революции не принял.
В феврале 1918 г. в Туркестане сформировалась антибольшевистская «Туркестанская военная организация» (ТВО), Павел Степанович стал одним из её лидеров и  казначеем.  В октябре 1918 г. был арестован, заключён в одну из тюрем Ташкента, подвергался допросам, свою причастность к антибольшевистскому заговору отрицал. Был приговорен к расстрелу, но во время т.н. «Осиповского мятежа» 6 января 1919 г.  он и его единомышленники были освобождены белыми войсками. Когда власть в городе вновь перешла к красным, пришлось скрываться в горах (в районе г. Большой Чимган) и долгие месяцы прятаться по кишлакам у друзей и знакомых. В августе 1919 г. по поддельным документам на имя Новикова Н.И. ему удалось перебраться в Пишпек (современный Бишкек), в Семиречье, где он, согласно его собственным утверждениям, в течение некоторого времени работал гидротехническим инженером. Предупрежденный друзьями из Ташкента о вероятности разоблачения, в мае 1920 г. был вынужден покинуть пределы Российского Туркестана и уйти через перевалы Тянь-Шаня в Кашгарию (т.н. Китайский, или Восточный Туркестан), чтобы никогда уже на родину не вернуться. Все эти события П.С. Назаров позже опишет в своей рукописи, которая, после перевода на английский язык, будет издана в Великобритании в двух вариантах под названиями: “Kapchigai defile. The journal of Paul Nazaroff” и “Hunted Through Central Asia: On the Run from Lenin's Secret Police”.

В Кашгаре Назаров проживет 4 года, трудясь ради заработка на жизнь, сотрудничая с работниками консульства Великобритании и, отчасти, с китайскими властями. Этот период своей жизни сам П.С. Назаров считал "печальным":
«Эти грустные кладбища, унылые окрестности, безжизненная река, текущая меж пустынных песчаных берегов, скудная дикая природа – слабая тень богатства Ферганы, часто вызывали у меня чувство тоски и печали. И тогда мои мысли обращались к северу, где за снежными гребнями Тянь-Шаня осталось всё, что было мне дорого, что составляло всю мою жизнь и смысл моего существования. Всё осталось в прошлом, ушло навсегда, чтобы никогда уже не вернуться. Моё нынешнее положение было печальным, а мое будущее – туманным и неясным, без всякой надежды на счастье и благополучие!» (Из книги: P.S. Nazaroff "Moved On! From Kashgar to Kashmir" ; пер.).
После официального признания Китаем Советской России в 1924 г. для него вновь возникает угроза оказаться в застенках ЧК, и ему приходится осуществить следующий, труднейший переход караванными путями через Кунь-Лунь, ледники Каракорума и Тибет в Индию (Кашмир, Сринагар). Оттуда  П.С. Назаров эмигрирует в Англию.
В Англии поиск работы долгое время не давал результата, и лишь в 1927 г. П.С Назарову удается найти работу в качестве геолога в компании Tanganyika Concessions Limited, строившей железную дорогу в  экваториальной Африке. Было необходимо произвести геологическую разведку  местности в Северной Родезии и бельгийском Конго с целью обнаружения запасов угля, столь нужного для движения поездов. Подготовку к этой экспедиции осуществлял Малькольм Бёрр (Malсolm Burr), в будущем друг и верный товарищ Назарова; в апреле 1927 г. они вместе отправляются в Южную Африку.
В полевых изысканиях Павел Степанович был не только геологом, но, как и прежде, любознательным естествоиспытателем и учёным широкого профиля. Так, встретив в высокогорных районах португальской Анголы необычного вида глыбы бурого железняка, он разгадал секрет их возникновения, о чём в 1931 г. написал в статье “Note on the Spongy Ironstone of Angola” («Заметка о губчатом железняке из Анголы», пер. на англ. М. Бёрра). Статья взбудоражила весь научный мир, никто не мог предполагать, что ангольский бурый железняк губчатой структуры (лимонит) возникает в процессе ожелезнения термитников.

Геологическая экспедиция в экваториальной Африке продлилась почти два года. Позже М. Бёрр об этом времени напишет:
"Павел Степанович был воистину очаровательным компаньоном. Почти два года мы провели с ним как друзья в буше экваториальной Африки, вовлеченные в родственные друг другу работы по геологии и зоологии. Сидя вокруг лагерного костра по вечерам мы обычно болтали о предметах нашего обоюдного интереса, и так я постепенно от начала до конца узнал историю его поразительной одиссеи. Я умолял его написать о ней. Позже, по моему возвращению к тусклой и серой жизни в цивилизации, каким это было наслаждением еще раз на время пережить Африку в памяти, а Среднюю Азию — в воображении, когда я трудился над переводом на английский язык чёткой русской прозы моего друга". (Из предисловия к книге: P.S. Nazaroff "Hunted Throug Central Asia"; пер.).
В 1929 г. в г. Претория (Южная Африка) с 29 июля по 7 августа проходил XV Международным геологическим конгресс. Павел Степанович участвовал в нём вместе с проф. геологии П.Е. Ковалевым (проживающим в Йоханнесбурге с 1921 г.). На конгрессе произошла их встреча с профессорами Д.И. Мушкетовым и Н.М. Федоровским, прибывшими в составе делегации из СССР.
В 1930 г. Павел Степанович получил южноафриканское гражданство. Работал геологом-консультантом в “Anglo American” (корпорация по добыче золота, алмазов и пр.); в 1935 г. стал членом Общества химической, металлургической и горнорудной промышленности Южной Африки (в научном журнале этого общества указывается с докторской степенью – Dr. Nazaroff P.S.). В Йоханнесбурге дружил со многими русскими эмигрантами, среди которых были проф. Ковалев, художник Виктор Иванов, предприниматели Владыкины и семья Свиридовых. У Свиридовых они собирались два раза в неделю, читали русских классиков и газеты, пели и вели беседы о Родине.
Умер Павел Степанович в Йоханнесбурге в мае 1941 года. Его имя значится в книге выдающихся граждан ЮАР.

## Научная и литературная деятельность П.С. Назарова
В Южной Африке у Павла Степановича наиболее ярко проявился писательский талант. С 1929 г. М. Бёрр переводит и публикует его статьи в лучших журналах Великобритании:
- The Scythians, past and present (Скифы, прошлое и настоящее) в “Edinburg Review” (1929 г.);
- The Sons of Gog (Сыны Гога) в  “English Review” (1930 г.);
- What are the Zimbabwe Ruins? The solution of their secret (Что такое руины Зимбабве? Разгадка их тайны) в “Blackwood's magazine” (1931 г.) и др.

Статьи имели успех, и в СМИ незамедлительно появлялись броские заголовки: «Кем были скифы? Современный учёный подтверждает Геродота» (The Brisbane Courier, 1929, Австралия), «Древние башни молчания в Южной Африке» (The Bombay Chronicle, 8 August 1931, Индия). Павел Степанович вызвал ажиотаж среди археологов, когда выдвинул теорию о том, что руины Зимбабве в Родезии были связаны с культом парсов и являются дахмами  (башнями молчания).
В 1932 г. благодаря М. Бёрру в Великобритании выходит книга Назарова «Hunted through Central Asia: On the Run from Lenin's Secret Police». Переиздана в 1993 г. издательством Oxford University Press. Предисловие и  эпилог к  этому изданию написал известный британский журналист Питер Хопкирк.
В 1935 г. в Лондоне вышла вторая книга Назарова “Moved on! From Kashgar to Kashmir”, повествующая о его 4 годах жизни в западном Китае и трудном двухмесячном переходе через Гималаи в Индию. Обе книги стали бестселлерами.

## Личная жизнь
Павел Степанович был женат на Горбуновой Надежде Алексеевне (ок. 1882 – 1957, Ташкент), детей у супругов не было. После расставания в 1918 г. они больше не виделись. Павел Степанович писал жене письма.

## Увлечения
Павел Степанович имел широкий круг интересов: минералогия, археология, история, этнография, садоводство и акклиматизация растений, охота, таксидермия и многое другое.  У него была полная коллекция спортивных нарезных ружей всех стран, его приглашали в качестве эксперта по баллистике в криминальных расследованиях. Семейными увлечениями были: игра в крокет, поездки верхом и на велосипедах. Много читал, обладал энциклопедическими знаниями.

## Переводы книг П.С. Назарова
«Начал читать интересную книгу «Hunted Through Central Asia», автором которой является наш соотечественник Павел  Ст. Назаров, ... Первые прочитанные мною две главы этой книги произвели отличное впечатление. Мне понравилось, что гориллу он и называет всюду гориллой, не обращая внимания на то, напичкана эта горилла цитатами из Карла Маркса или нет… Я нахожу книгу Назарова крайне интересной и думаю, что она, изданная на русском языке, должна будет составить ценный вклад и в русскую литературу».

(Из дневника Ива́на Инноке́нтьевича Сере́бренникова – видного общественно-политического деятеля Российского государства и эмиграции).
Книга “Hunted through Central Asia” (1932) на русский язык переводилась трижды:
- Назаров П.С. Бегство из Центральной Азии = Nazaroff P.S. Hunted through Central Asia / пер. с английского В.Г. Петрова. — Бишкек : Раритет, 2015. — 295 с. — ISBN 978-5-406-02696-0.
- Назаров П.С. Погоня по Средней Азии. Побег от ленинской тайной полиции = Nazaroff P.S. Hunted through Central Asia / пер. с английского А.М. Цапенко. — Б.м. : Издательские решения (Ridero), 2018. — 365 с. — ISBN 978-5-4485-6886-2.
- Назаров П.С. Беглец в просторах Средней Азии = Nazaroff P.S. Hunted through Central Asia / пер. с английского В.В. Цибанова. — Москва :  Издательские решения (Ridero), 2021.  — 352 с. — ISBN 978-5-0053-6148-6. — URL (дата обращения 01.04.2024).

Книга “Moved on! From Kashgar to Kashmir” (1935) переводилась на русский дважды:
- Назаров П.С. Через горы! От Кашгара до Кашмира = Nazaroff P.S. Moved on! From Kashgar to Kashmir / пер. с английского В.Г. Петрова. — Б.м. : Издательские решения (Ridero), 2018. — 330 с. — ISBN 978-5-4490-3336-9.
- Назаров П.С. Гонимый вдаль из Кашгара в Кашмир = Nazaroff P.S. Moved on! From Kashgar to Kashmir / пер. с английского В.В. Цибанова. — Москва  : Издательские решения (Ridero), 2022. — 380 с. — ISBN 978-5-0059-3843-5. — URL (дата обращения 01.04.2024).

## П.С. Назаров: научные работы, статьи, заметки, рассказы и книги
- Nazaroff P.S. Recherches Zoologiques des Steppes des Kirguiz [Зоологические исследования Киргизских степей] / P.S. Nazaroff // Bull. de la Soc. Imperiale des Naturalists de Moscou. — 1886. — V. 62, № 4. — P. 338-382. — URL  (дата обращения 27.03.2024). — Изображение. Текст.
- Назаров П.С. Заметка о признаках ископаемого горючего в Оренбургском крае / П.С. Назаров // Горный журнал. — 1886. — Т.1, №3. — С. 387-394. — URL  (дата обращения 27.03.2024). — Изображение. Текст.
- Назаров П.С. Заметка о девонских отложениях озера Колтубана в Южном Урале / П.С. Назаров // Записки Императорского Минералогического общества. — 1887. — 2-я серия. — Ч. 23. — С. 133-138; 321-322. — URL  (дата обращения 27.03.2024). — Изображение. Текст.
- Назаров П.С. Естественно-исторический очерк северо-восточной части Тургайской области / П.С. Назаров // Протоколы заседаний Императорского Московского Общества Испытателей Природы. : Bull. Soc. Imp. des Natur. de Moscou. — 1889. — T. III, Nov. ser. — С. 3-4. — URL (дата обращения 27.03.2024)). — Изображение. Текст.
- Назаров П.С. Поездка на Памир / П.С. Назаров // Землеведение. — 1896. — Т. 3. — Кн. 1. — С. 118– 136. — URL (дата обращения 27.03.2024)). — Текст : электронный.
- Назаров П.С. Памир и его ледники / П.С. Назаров // Землеведение: Периодическое изд. Географического отделения Императорского Общества Любителей Естествознания, Антропологии и Этнографии. — 1897. — Кн. I-II. — С.(?). — URL (дата обращения 01.04.2024). — Изображение. Текст.
- Назаров П.С. О наилучшей малопульной винтовке / П.С. Назаров // Псовая и ружейная охота. — Москва : Ежемесячн. изд. тип. Тов-ва И.Д. Сытина, 1905. — Кн.4 (апрель). — С. 107-117. — URL . — Текст : электронный.
- Назаров П.С. Дополнение к сообщениям И.Т. Пославскаго о находках каменных орудий в Средней Азии и Б.Я. Королькова о бронзовом веке / П.С. Назаров // Протоколы Туркестанского Кружка Любителей Археологии. — Ташкент: [б. изд.]. — 1907. — С. 78. — URL (дата обращения 27.03.2024)). — Текст : электронный.
- Назаров П.С. Горное дело и управление земледелия и государственных имуществ в Туркестанском крае / П.С. Назаров // Туркестанский сборник. —  1908. — Т. 458. — С. 120-126 [из газеты Туркестанский курьер. №№ 50, 51]. — URL  (дата обращения 27.03.2024)). — Текст : электронный.
- Назаров П.С. К предстоящему съезду горнопромышленников / П.С. Назаров // Туркестанский сборник. — 1908. — Т. 476. — С. 132-133 [из газеты Ташкенский курьер, № 180]. — URL (дата обращения 27.03.2024)). — Текст : электронный.
- Назаров П.С. Открытие коренного месторождения золота в Туркестане / П.С. Назаров // Туркестанские ведомости.  — 1912. — № 231. — URL (дата обращения 27.03.2024)). — Текст : электронный.
- Назаров П.С. Что имеем — не храним / П.С. Назаров // Туркестанский сборник.  — Т. 564. — С. 10-17 [из газеты Туркестанский курьер, 1913 г. Тип.-лит. Турк. Т-ва Печатнаго дѣла]. — URL (дата обращения 27.03.2024)). — Текст : электронный.
- Назаров П.С. О радии в Туркестане / П.С. Назаров // Известия Туркестанского отдела Императорского Русского Географического Общества. — 1914. — Т. 10, вып. 1. — С. 243-244. — URL (дата обращения 01.04.2024). — Текст : электронный.
- Назаров П.С. Древний серебряный рудник Кух-и-Сим / П.С. Назаров // Туркестанские ведомости.  — 1914. — 16 янв. — С. 2. — URL (дата обращения 27.03.2024). — Текст : электронный.
- Назаров П.С. Муниципализация Ташкентских предприятий / П.С. Назаров // Туркестанский сборник. Т. 548. — С. 186-195 [из  газеты Туркестанский Курьер, 1914 г.? №№ 143 и 144]. — URL (дата обращения 27.03.2024). — Текст : электронный.
- Назаров П.С. Бесполезная книга о полезных ископаемых / П.С. Назаров // Туркестанский сборник. — 1915. — Т. 562. — С. 306-317. — URL (дата обращения 27.03.2024). — Текст : электронный.
- Назаров П.С. Зоологические исследования Киргизских степей = Nazaroff P.S. Recherches Zoologiques des Steppes des Kirguiz / П.С. Назаров, М.В. Чертков / Перевод с франц., обраб. текста, прилож. М.В. Черткова. — Оренбург: Изд-во ОГПИ. — 1995. — 55 с. — URL (дата обращения 27.03.2024). — Изображение. Текст.
- Nazaroff P.S. Kuh-i-Sim, the treasure of Turkestan [Кух-и-Сим, сокровище Туркестана] / P.S. Nazaroff // Blackwood’s Magazine. — 1929. — Vol. 226, Aug. — P. 184-196. — URL (дата обращения 27.03.2024). — Изображение. Текст.
- Nazaroff P.S. The Scythians, past and present: translated by M. Burr [Скифы, прошлое и настоящее] / P.S. Nazaroff // Edinburg Review. — 1929. — Vol. 250, № 509, Jul. — P. 108-122. — URL [eng.]; URL [рус.] (дата обращения 27.03.2024). — Текст : электронный.
- Nazaroff P.S. The Sons of Gog [Сыны Гога] / P.S. Nazaroff // The English Review. —  1930. — Vol. 50, March. — P. 345-353. — URL [eng.]; URL [рус.] (дата обращения 27.03.2024). — Текст : электронный.
- Nazaroff P.S. Soviets and Minerals of Chinese Turkestan. Translated by M. Burr [Советы и минералы Китайского Туркестана] / P.S. Nazaroff // The English Review.  — 1930. — March. — P. 396-405. — URL [пер. на рус.] (дата обращения 27.03.2024). — Текст : электронный.
- Nazaroff P.S. The Rose-colored Pastor and Locusts [Розовый скворец и саранча] / P.S. Nazaroff // The Entomologist’s Record . — 1931. — Vol. XLIII, No 2. — P. 31-32. — URL [eng.]; URL [рус.] (дата обращения 27.03.2024). — Текст : электронный.
- Nazaroff. P.S. What are the Zimbabwe Ruins? The solution of their secret [Что такое руины Зимбабве? Разгадка их тайны] / P.S. Nazaroff // Blackwood's magazine. — 1931. — Iss. 1388, June. — P. 765-792. — URL [eng.]; URL [рус.] (дата обращения 27.03.2024). — Текст : электронный.
- Nazaroff P.S. Note on the Spongy Ironstone of Angola [Заметка о губчатом железняке Анголы] / P.S. Nazaroff // Geological Magazine. — 1931. — Vol. 68. — Iss. 10. — P. 443-446. — DOI S0016756800097557. — URL [выдержка, англ. и пер. на рус.]; URL [полн. пер. на рус.] (дата обращения 27.03.2024). — Текст : электронный.
- Nazaroff P.S. Halcyon Days in the Urals. [Безмятежные дни на Урале] / P.S. Nazaroff // Blackwood's Magazine. — 1932. — Vol. 232, Iss. 1405, Nov. — P. 705-724. — URL [eng.]; URL [рус.] (дата обращения 27.03.2024). —Изображение. Текст.
- Nazaroff P.S. Hunted through Central Asia / Translated by M. Burr. — Edinburg, London: Wm. Blackwood & Sons. — 1932. — 331 p.
- Nazaroff P.S. Soviet Aircraft versus Desert Tribesmen [Советские самолёты против племён пустыни] / P.S. Nazaroff // The Army Quarterly. — 1933. — Iss. 25-26. — P. 330-335. — URL [пер. на рус.]:
- Nazaroff P.S. The Riddle of Asia. [Загадка Азии] / P.S. Nazaroff // Discovery. — 1933. — February. — P. 51-53. — URL  [пер. на рус.] (дата обращения 27.03.2024). — Текст : электронный.
- Nazaroff P.S. Right and wrong ways of fighting erosion. Lessons of scientific land redemption in Asia and in European Russia [Правильные и ошибочные способы борьбы с эрозией. Уроки землепользования в Азии и в европейской части России] / P.S. Nazaroff // The Farmer's Weekly.  — 1934. — V. 46, № 1290, March 7. — 1544-45.
- Nazaroff P.S. Moved on! From Kashgar to Kashmir / London: Allen and Unwin. — 1935. —317 p.
- Nazaroff P.S. Kapchigai defile. The journal of Paul Nazaroff / Ed. E.M. Turner. London: The Athenaeum Publishing Co Ltd. — 1980. — 127 p.